# 柴田仁一朗
柴田 仁一朗（しばた じんいちろう）は、神奈川県で江戸捕物道具の十手工房（1951-2016)を運営し十手はじめ忍具その他の隠武器制作及びその使用法を教授した。ホームページ（http://jin-1.juttemaster.gozaru.jp/index.html）十手工房は2007年に創立された江戸隠密武蔵一族の前身となった。
また、仁一朗の父である専一は、忍びによる秘密結社を昭和初期まで運営、昭和の初期にキリスト教に改宗し活動を辞めた。仁一朗は父から継承した家伝の武器工芸、芸能及びその思想を一族に相伝した。思想は集大成され忍士道と呼称されている。　　　　　　　　　　　　　　